# Melba Roy Mouton

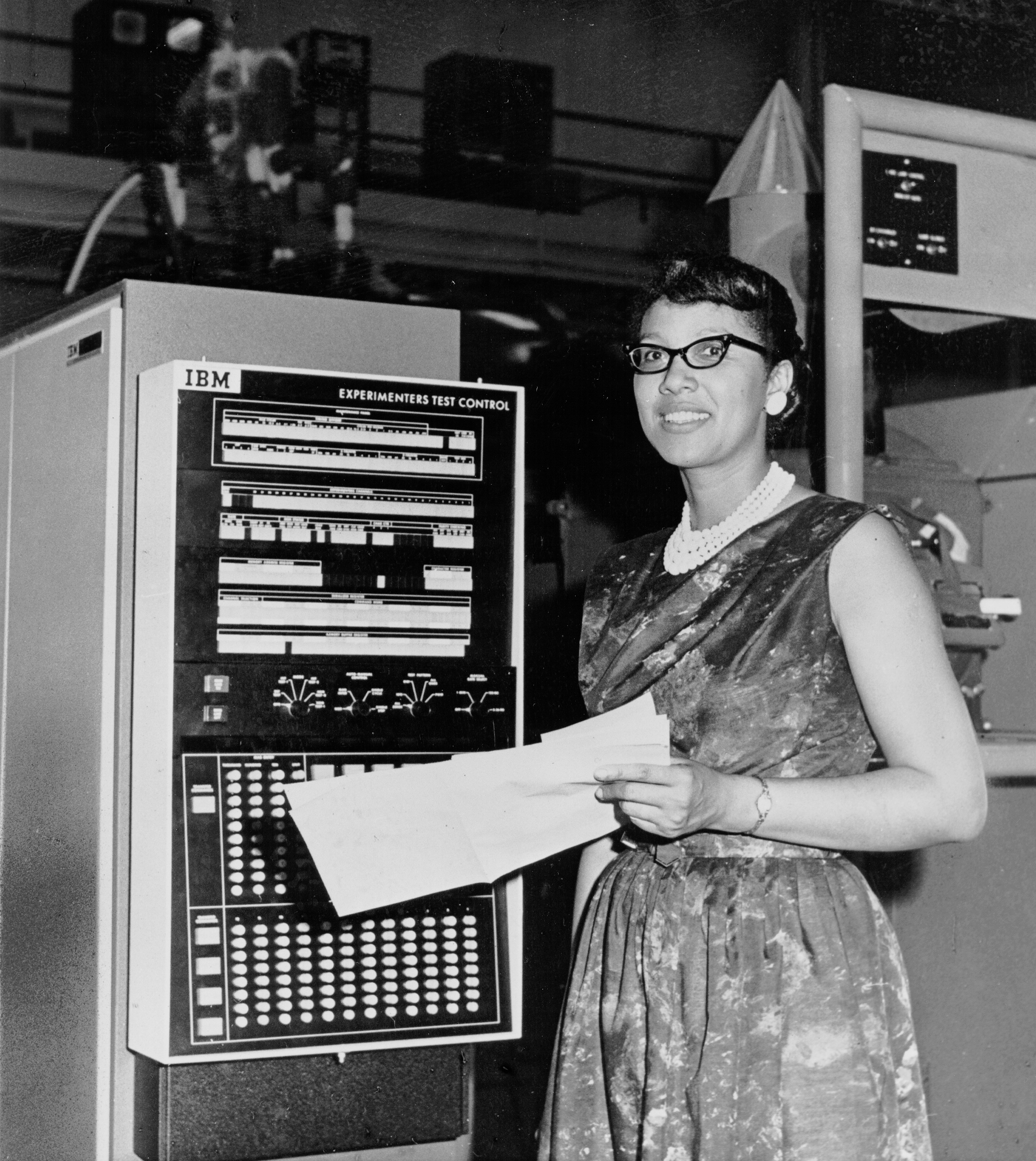
Melba Roy Mouton in den 1960er Jahren

Melba Roy Mouton (1929 in Fairfax (Virginia) – 25. Juni 1990 in Silver Spring) war eine afroamerikanische Informatikerin, die in den 1960er Jahren als Assistant Chief of Research Programs der NASA-Abteilung für Flugbahn und Geodynamik tätig war und eine Gruppe von NASA-Mathematikern namens „Computer“ leitete. Ihre Karriere begann sie als Mathematikerin, wurde dann zur Chefmathematikerin für die Kommunikationssatelliten Echo 1 und Echo 2 und arbeitete sich hinauf bis zu ihrer Position als Chefcomputerprogrammiererin und dann als Leiterin der Programmproduktionsabteilung am Goddard Space Flight Center (GSFC) der NASA.
Mouton wurde 1929 in Fairfax, Virginia, als Tochter von Rhodie und Edna Chloe geboren. Im Jahre 1950 schloss sie ihr Studium an der Howard University mit einem Master in Mathematik ab. Sie begann 1959 für die NASA zu arbeiten, nachdem sie zuvor bereits für den Army Map Service (AMS) und das United States Census Bureau (USCB) gearbeitet hatte. Während ihrer Zeit bei der NASA überwachte sie nicht nur die Verfolgung der Echosatelliten, sondern trug auch zu Seminaren über die Programmiersprache APL und einem von der NASA veröffentlichten Artikel über die Dokumentation von Computercode bei. Sie wurde auch prominent in einer Werbung über die afro-amerikanische Diversität der NASA gezeigt, zusammen mit ihren anderen afro-amerikanischen Kollegen. Bei der NASA erhielt sie einen Apollo Achievement Award und einen Exceptional Performance Award. Sie ging 1973 in den Ruhestand.
Ein Berg nahe dem Mond-Südpol wurde zu ihren Ehren Mons Mouton benannt.
Mouton hatte drei Kinder und war zweimal verheiratet, zuerst mit Wardell Roy und später mit Webster Mouton. Sie starb am 25. Juni 1990 im Alter von 61 Jahren an einem Hirntumor.